# Максимовка (Бондарский район)
Максимовка — село в составе Граждановского сельсовета Бондарского района Тамбовской области России.

## История
Первые упоминания о деревне Максимовка относятся к концу 18 века в «Экономических примечаниях Тамбовского уезда». Одними из первых жителей деревни были переселенцы соседних территорий, в том числе из села Митрополье.
Крестьяне занимались общинной формой земледелия, скотоводством. Они выращивали рожь, овёс, просо.
Население в конце 18 века — 102, 1926 год — 1275 чел., 2012—414 человек.
В епархиальных сведениях по Чернавскому церковному приходу деревня Максимовку впервые упоминается в 1911 году, где: «было дворов крестьянских 150 с населением: мужского пола — 551, женского пола — 579 человек».
Около села находится курган эпохи бронзы.

## Население
| 2002 | 2010 | 2012 | 2014 | 2015 |
| ---- | ---- | ---- | ---- | ---- |
| 439  | ↘279 | ↗414 | ↘371 | ↘354 |

## Максимовская школа
В 1918 году была реорганизована начальная школа. В послевоенные годы там размещался детский дом, затем снова школа. Современное здание школы построено в 2005 году.
Учителя, отмеченные наградами: Егоров И. М., Иванова Н. А., Кочина О. Д.